# Charles DeChant
Charles "Mr. Casual" DeChant es un músico, escritor, productor y artista estadounidense. 

## Biografía
DeChant es principalmente reconocido por ser el saxofonista y teclista de los artistas Hall & Oates. Ha tocado en la banda desde sus inicios, a principios de la década de 1970. Se destaca principalmente por sus notables solos de saxofón en "Maneater", "Say It Isn't So", y "I Can't Go for That (No Can Do)". DeChant también trabajó con varias bandas locales de su ciudad natal, Orlando, Florida. También sabe tocar la flauta, el piano y la guitarra. 
Además de grabar discos y de hacer giras con Hall & Oates, DeChant también trabajó con otras estrellas de la música, tales como Mick Jagger, The Temptations, Tina Turner, Billy Joel, Bonnie Raitt, y The Average White Band. 

## Álbumes solistas
DeChant produjo dos álbumes solistas: The Charlie DeChant Band:
The Moon At Noon (1996), con nueve canciones, y Charlie DeChant: Like The Weather (30 de enero de 2006), con trece temas musicales.